# 이성근 (1887년)
이성근(李聖根, 일본식 이름: 金川聖가나가와 고키, 1887년 11월 ~ ?)은 일제강점기의 경찰 출신 관료이다. 말년에는 언론인으로도 활동했다.

## 생애
황해도의 관찰부 순검으로 이력을 시작하여 1910년 통감부 소속 충청북도 경부, 조선총독부 경찰국 등지에 근무하면서 의병 활동 탄압 등으로 능력을 인정 받았다. 1920년 경시로 승진했다.
국경 지대에서 활발했던 독립 운동을 탄압하는 직책인 평안북도 경찰고등과장을 지냈다. 유명한 친일 경찰 김덕기의 상관이었고, 두 사람은 독립 운동을 하다가 붙잡힌 사람들을 협박하거나 회유하여 밀고자로 활용하면서 오동진 등 독립 운동가들을 다수 체포하고 살해한 것으로 알려져 있다.
경찰에서 쌓은 공로를 인정받아 전라남도 산업과장, 함경북도 산업부장과 참여관, 충청남도 도지사의 고위직에 올랐다. 1935년 총독부가 편찬한 《조선공로자명감》에 조선인 공로자 353명 중 한 명으로 수록되어 있다.
일제강점기 말기인 1941년에는 조선총독부 기관지 《매일신보》 사장에 취임하여 광복 시점까지 4년 2개월간 재직했다. 매일신보는 이 기간 중 지식인들을 동원한 참전 권유 강연, 시국강좌와 논설 등으로 일제에 적극 협력한 대표적인 친일 매체이다.
친일 단체에도 적극적으로 가담했다. 국민총력조선연맹이 주최하는 전쟁 지원을 위한 연설회와 좌담회에 참석하여 성전 승리를 위해 한반도가 병참 기지로서의 역할을 수행해야 한다는 등의 친일 연설을 했다. 유학생들을 상대로 학병으로 참전할 것을 권유하는 연설 활동을 위해 도쿄로 건너가기까지 하였으며, 1941년 조선임전보국단 준비위원, 1945년 2월 대화동맹 이사, 광복 직전인 1945년 7월 대일본흥아회 조선지부 고문을 맡았다.
광복 후 반민족행위처벌법에 의해 1948년 1월 18일에 체포되었다. '거물급 친일파'로서 박흥식, 이종형, 최린, 이승우, 이풍한에 이어 검거 된 이성근은 반민법정에서 재판을 받았으나, 반민특위가 강제로 해체되는 과정에서 풀려났다. 한국 전쟁 중 서울에서 납북되어 이후 행적을 알 수 없다.

## 사후
2002년 발표된 친일파 708인 명단과 2008년 공개된 민족문제연구소의 친일인명사전 수록예정자 명단에 포함되었다. 이성근의 이름은 두 명단 모두 여러 분야에 올라와 다양한 친일 경력이 드러났다. 2009년 친일반민족행위진상규명위원회가 발표한 친일반민족행위 705인 명단에도 포함되었다.

## 같이 보기
- 대화동맹

## 참고자료
- 정진석 (2002년 6월). “6·25 납북자 명단에서 찾아낸 200여 언론인 공개”. 《월간조선》. [깨진 링크(과거 내용 찾기)]
- 고원섭 편, 皇民化의 ‘미소기’를 하던 日帝의 忠犬들[깨진 링크(과거 내용 찾기)], 《반민자죄상기(反民者罪狀記)》(백엽문화사, 1949)